# Prótese dentária removível
- Prótese Dentária, a Prótese dentária removível é destinada à reposição de dentes perdidos e tecidos adjacentes através de uma prótese planejada para ser removida pelo usuário.

## Classificação
:
- Prótese total removível (dentaduras e overdentures)
- Prótese parcial removível

## Termos relacionados

### Pilar e retentor
Os termos pilar e retentor são fundamentais para discutir prótese dentária. Pilar é qualquer dente que suporta uma prótese dentária, enquanto retentor é a porção da prótese parcial fixa ou removível que prende a prótese ao pilar. Consequentemente, o pilar é a parte da cavidade oral do paciente (p. ex., um dente ou implante), enquanto o retentor é parte de uma prótese.
Tradicionalmente, as próteses parciais fixas têm sido fixada aos pilares utilizando cimentos dentários, enquanto as próteses parciais removíveis têm sido retidas aos pilares por outros meios. Nas próteses parciais removíveis, existem dois tipos principais de retentores, chamados de retentores extracoronários e intracoronários.

#### Retentores extracoronários
Os retentores consistem em linguetas de metal (isto é, grampos) que se posicionam sobre a superfície de uma coroa clínica. Enquanto uma lingueta de metal é chamada de grampo de oposição. O grampo de retenção está localizado em uma área retentiva da coroa clínica e resiste ao deslocamento da prótese em direção oposta aos tecidos subjacentes mole e duro. Já o grampo de oposição está localizado em uma área não retentiva e serve como abraçamento ou elemento de estabilização para a prótese. O sistema resultante é denominado de retenção e oposição que se posiciona sobre a superfície externa do pilar.

#### Retentores intracoronários
Ao contrário dos retentores extracoronários, os intracoronários estão contidos inteiramente dentro dos contornos da coroa clínica. Portanto, o uso de retentores intracoronários geralmente requer a fabricação de duas ou mais coroas totais especialmente planejadas. Na maioria dos casos, a retenção intracoronária das próteses parciais removíveis depende de um exato paralelismo dos sistemas de retenção. Cada sistema consiste e duas partes, geralmente denominadas "femea" e "macho". Quando uma força de deslocamento é aplicada na prótese parcial removível, ocorre um atrito entre as paredes externas do componente fêmea. Esse atrito resulta na retenção da prótese.

### Categoria

#### Prótese parcial removível dentosuportada
Outro método de classificação das próteses parciais removíveis relaciona-se ao tipo de suporte, que recebem suporte de dentes naturais nas extremidades do(s) espaço(s) edêntulo(s) são denominadas próteses parciais removíveis dentosuportadas. Embora a base da prótese toque os tecidos mole adjacentes, a prótese não recebe suporte vertical significante do rebordo residual.

#### Próteses parciais removíeis com base em extensão
A segunda categoria das prótese parciais removíveis abrange aquelas que se estendem anteriormente ou posteriormente e são suportadas por dentes apenas de um lado. Estas são chamadas próteses parciais removíeis com base em extensão o próteses parciais removíveis dentomucossuportadas. A maioria dessas são próteses parciais removíveis com extensão distal. Estas são sustentadas pelos dentes do lado anterior do espaço edêntulo e, posteriormente, pelos tecidos do rebordo edêntulo.

### Provisória, transitório e de tratamento
São aplicados a tipos específicos de próteses parciais removíveis.

#### Provisória
Prótese parcial removível provisória é aquela planejada para melhorar a função e a estética até que uma forma definitiva de tratamento possa ser conferida.

#### Transitória
A prótese parcial removível transitória pode ser utilizada quando a perda de dentes adicionais é inevitável, porém a extração imediata não é conveniente ou desejável. Dentes artificiais podem ser anexados a ela assim que dentes naturais forem extraídos. Essa prótese pode ser utilizada durante o período de cicatrização e substituída por uma prótese definitiva quando as áreas de extração estivem estabilizadas. 

#### Tratamento
Já a prótese de tratamento pode ser empregada como portadora para o material de tratamento, como revestimento de proteção para uma área cirúrgica ou como matriz para a cicatrização do tecido mole. Em alguns casos, são utilizadas em conjunto com condicionadores teciduais resilientes.

## Classificação das próteses removíveis com relação aos materiais de reforço
A escolha do subtipo de próteses removíveis depende primariamente da estrutura e dos materiais empregados em sua confecção.

### Prótese Removível com Estrutura Metálica (PPR)
A Prótese Parcial Removível (PPR) é um tipo bastante tradicional que se destaca pela sua estrutura interna de metal, geralmente ligas de cobalto-cromo ou níquel-cromo. Essa estrutura é fundamental para conferir à prótese a rigidez e estabilidade necessárias. Para sua fixação, ela utiliza grampos metálicos que se prendem aos dentes remanescentes. Os dentes artificiais e a base que imita a gengiva são feitos de resina acrílica, que é então fixada sobre essa estrutura metálica. Suas principais vantagens incluem a estabilidade durante a mastigação e uma notável durabilidade, além de ser uma opção mais custo-benefício em comparação com implantes. Contudo, os grampos metálicos podem ser visíveis, impactando a estética, e a prótese pode exigir um tempo maior de adaptação devido à sua rigidez.

### Prótese Removível de Silicone (Flexível)
Conhecida também como prótese flexível, essa opção se destaca pela sua abordagem mais estética, pois não possui estrutura metálica visível. Sua confecção utiliza materiais termoplásticos flexíveis, como o nylon, que proporcionam uma elasticidade similar à do silicone. A retenção é alcançada pela adaptação do próprio material flexível à anatomia da gengiva e dos dentes remanescentes, com grampos que geralmente mimetizam a cor da gengiva. A grande vantagem é a estética superior, já que os grampos metálicos são eliminados, resultando em um visual mais discreto e natural. Além disso, tende a ser mais confortável e leve. Em contrapartida, sua durabilidade pode ser menor que a das próteses metálicas, podendo manchar com o tempo, e a limpeza exige mais rigor devido à porosidade do material. A estabilidade mastigatória pode ser um pouco inferior em certos casos, e reparos podem ser desafiadores.

### Prótese Removível sem Estrutura com Resina (Dentadura de Resina Acrílica)
Este tipo engloba as próteses totais (dentaduras) e algumas próteses parciais mais simples, sendo fabricada integralmente de resina acrílica. Essa resina forma tanto a base que simula a gengiva quanto a estrutura onde os dentes artificiais são fixados, sem uma estrutura metálica rígida interna. A retenção ocorre pela adaptação da base da prótese à anatomia da gengiva e, no caso da arcada superior, ao palato. Sua principal vantagem é o custo, que geralmente é o mais baixo. A resina permite uma boa personalização de cor e é relativamente fácil de ser reparada. No entanto, a estabilidade pode ser limitada, especialmente na arcada inferior, e o volume pode causar desconforto. É também mais suscetível a fraturas e o material pode se desgastar com o tempo.

### Materiais Experimentais (PEEK - Poliéter-éter-cetona)
O PEEK é um polímero termoplástico de alta performance que representa uma inovação promissora na odontologia, podendo substituir o metal na estrutura interna de próteses removíveis. Suas vantagens são notáveis: é altamente biocompatível, minimizando riscos de alergias, e oferece uma estética superior ao metal, por ter uma cor mais próxima dos tecidos bucais. O PEEK é mais leve, o que contribui para o conforto do paciente, e possui boa resistência mecânica e à fadiga, além de ser resistente à corrosão. Seu módulo de elasticidade, mais próximo ao do osso, pode reduzir o estresse sobre os dentes de suporte e não deixa sabor metálico. Contudo, seu custo é geralmente mais elevado, a união com a resina acrílica exige tratamentos específicos de superfície, e a experiência a longo prazo com seu uso em próteses removíveis ainda está sendo amplamente estudada.

## Tratamento dos pacientes parcialmente edêntulos
Quando tudo é favorável, o tratamento de escolha para um paciente parcialmente edêntulo é a inserção de uma prótese parcial fixa, enquanto o advento de implantes dentários tem proporcionado novas opções para essa modalidade de tratamento. Contudo, nem todos os pacientes são canditados a tratamento com implantes dentários. Contra-indicações dessa terapia incluem anatomia local desfavorável, doença sistêmica descontrolada, alta dose de radiação em cabeça e pescoço e risco cirúrgico extremo.

## Sistema de classificação de Kennedy
O método mais amplamente usado para classificação das arcadas dentárias parcialmente edêntulas foi proposto pelo Dr. Edward Kennedy em Nova York, 1925. Embora relativamente simples, o sistema pode ser facilmenete aplicado a quase todas as condições de semi-edentulismo.
O sistema de Classificação de Kennedy é composto por quatro categorias principais, denominadas Classes I até IV. A sequencia numérica do sistema de classificação foi baseada em parte pela frequencia da ocorrência, sendo as arcadas Classe I as mais comuns e de Classe IV as mais raras.
Classe I :desdentado posterior bilateral(extremo livre) obs.:a partir dos caninos os dentes sçao chamados posteriores.
Classe II:desdentado posterior unilateral.
Classe III:desdentado unilateral porem com um dente posterior ao espaço desdentado.
Classe IV:ausência dos dentes anteriores.

## Subclasse ou Modificação
Determinada pelo numero de espaços restantes na arcada dentaria após a classificação.EX.:1 espaço (modificação ou subclasse 1),2 espaços (modificação ou subclasse 2)
A classe IV é a unica que não aceita modificação. 
O terçeiro molar ou ciso entra na classificação somente se ele participar da prótese,servindo como pilar para a retenção de um grampo.